# Club Foot
Club Foot — сингл гурту «Kasabian» що був виданий у 2004 році. Пісня була написана в перші роки існування Kasabian. Вона досягла великого комерційного успіху, і стала на той час улюбленою піснею колективу. Вони завжди її виконували на концертах.[джерело?]
Композиція потрапила до саундтреку відео-ігор: "FIFA 13", «Tony Hawk's Project 8», «Marc Ecko’s Getting Up: Contents Under Pressure», «Pro Evolution Soccer 5» і «WRC: Rally Evolved», а також до саундтреку фільмів «The Guardian» та «Goal!».

## Композиції (перше видання)
CD
1. Club Foot. 3:34

## Композиції (перевидання)

### Maxi CD
1. Club Foot — 2:51
2. The Duke — 3:35
3. Bang — 3:05
4. Club Foot (Jimmy Douglass Remix) — 3:21
5. CD-rom with Club Foot promo video + Club Foot Live @ Brixton Academy video

### Mini CD
1. Club Foot — 2:51
2. 55 (Live @ Brixton Academy) — 4:23

### 10" Vinyl
1. Club Foot — 2:51
2. 55 (Live @ Brixton Academy) — 4:23
3. Club Foot (Jimmy Douglass Remix) — 3:21

### Австралійський міні-альбом (EP)
1. Club Foot — 2:51
2. Reason Is Treason — 3:44
3. Trash Can — 2:53

[Примітка: був виданий у червоному дігіпаку]